# Facharbeiter für Tierproduktion

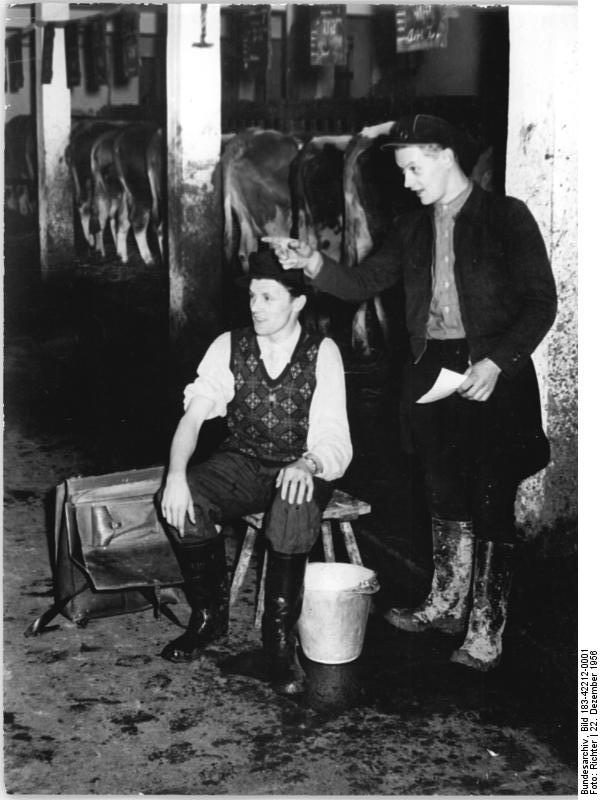
Junger Zootechniker (rechts) mit Besamungstechniker (links) in der LPG Frauenprießnitz (1956)

Facharbeiter für Tierproduktion (oder spezialisiert, z. B. Facharbeiter für Rinderzucht; ursprünglich Zootechniker) war ein landwirtschaftlicher Ausbildungsberuf in der DDR.

## Beschreibung
Der Name Zootechniker ist aus dem russischen зоотехник (sootechnik) entlehnt; der entsprechende Beruf existierte auch in der UdSSR und anderen sozialistischen Staaten. In der Sozialstruktur des „sozialistischen Dorfes“ nach der Anfang der 1960er Jahre abgeschlossenen Kollektivierung der Landwirtschaft standen die landwirtschaftlichen Facharbeiter wie Zootechniker (sowie Agrotechniker als Äquivalent im Pflanzenanbau) zwischen Handarbeitskräften einerseits und der „landwirtschaftlichen Intelligenz“ andererseits, die Hochschulen und Fachhochschulen absolviert hatte und in den landwirtschaftlichen Staatsbetrieben oder der ländlichen kommunalen Verwaltung die Führungspositionen einnahm.
In der DDR spezialisierten sich Zootechniker entweder auf Rinder- oder Schweineproduktion bzw. -zucht. Die Absolventen führten alle notwendigen Arbeiten zur Haltung, Fütterung, Pflege und Aufzucht von Rindern und Schweinen durch. Dazu gehörten auch die Bedienung und Pflege der einzusetzenden Geräte, Maschinen und Anlagen sowie, bei Bedarf, der Einsatz in der Pflanzenproduktion zur Ernte von Futterpflanzen oder Pflege von Weideanlagen. Beschäftigungsmöglichkeiten fanden sich v. a. in den LPG oder VEG des Landes, aber auch in tierwirtschaftlichen Versuchs- und Forschungsanstalten. Für die Ausbildung war der Abschluss der 10. Klasse einer Polytechnischen Oberschule erforderlich. Die normale Facharbeiterausbildung dauerte 2 Jahre, bzw. als Berufsausbildung mit Abitur 3 Jahre.
Die alte Berufsbezeichnung existiert in dieser Form heute nicht mehr. Sie entspricht dem Berufsbild Tierwirt/in, unter dem sich die Rinderhaltung, Schweinehaltung, Geflügelhaltung, Schäferei und Imkerei sammeln.

## Persönlichkeiten mit Ausbildung als Zootechniker oder vergleichbaren Berufen
- Dirk Audehm (* 1967), Schauspieler, Theaterregisseur und Sänger
- Peter-Michael Diestel (* 1952), Rechtsanwalt und Politiker
- Iris Firmenich (* 1961), Politikerin
- Gregor Gysi (* 1948), Rechtsanwalt und Politiker
- Jan Kratzer (* 1970), Soziologe und Wirtschaftswissenschaftler
- Steffi Lemke (* 1968), Agraringenieurin und Politikerin
- Michael Rießler (* 1971), Sprachwissenschaftler und Hochschullehrer
- Jens Schöne (* 1970), Zeitgeschichtler und Autor
- Volker Tiefensee (* 1956), Politiker